# Kanton Asfeld
Der Kanton Asfeld war bis 2015 ein französischer Wahlkreis im Arrondissement Rethel, im Département Ardennes und in der Region Champagne-Ardenne; sein Hauptort (frz.: chef-lieu) war Asfeld. Die landesweiten Änderungen in der Zusammensetzung der Kantone brachten im März 2015 seine Auflösung.

## Geographie
Der Kanton Asfeld war 195,18 km² groß und hatte 5913 Einwohner (Stand: 2012).

## Gemeinden
| Gemeinde                | Einwohner (Stand: 2022) | Code postal | Code Insee |
| ----------------------- | ----------------------- | ----------- | ---------- |
| Aire                    | 247                     | 08190       | 08004      |
| Asfeld                  | 1081                    | 08190       | 08024      |
| Avaux                   | 511                     | 08190       | 08039      |
| Balham                  | 150                     | 08190       | 08044      |
| Bergnicourt             | 296                     | 08300       | 08060      |
| Blanzy-la-Salonnaise    | 397                     | 08190       | 08070      |
| Brienne-sur-Aisne       | 276                     | 08190       | 08084      |
| L’Écaille               | 260                     | 08300       | 08148      |
| Gomont                  | 320                     | 08190       | 08195      |
| Houdilcourt             | 143                     | 08190       | 08229      |
| Poilcourt-Sydney        | 169                     | 08190       | 08340      |
| Roizy                   | 220                     | 08190       | 08368      |
| Saint-Germainmont       | 813                     | 08190       | 08381      |
| Saint-Remy-le-Petit     | 55                      | 08300       | 08397      |
| Sault-Saint-Remy        | 208                     | 08190       | 08404      |
| Le Thour                | 66                      | 08190       | 08451      |
| Vieux-lès-Asfeld        | 298                     | 08190       | 08473      |
| Villers-devant-le-Thour | 417                     | 08190       | 08476      |

## Bevölkerungsentwicklung
| 1962 | 1968 | 1975 | 1982 | 1990 | 1999 | 2012 |
| ---- | ---- | ---- | ---- | ---- | ---- | ---- |
| 4872 | 5242 | 4980 | 4947 | 5279 | 5173 | 5913 |